# Plan de numérotation téléphonique en Géorgie
Indicatif téléphonique du pays : 995.

Préfixe téléphonique international : 00.

## Système de numérotation
Les numéros téléphoniques géorgiens contiennent 11 chiffres.
| Indicatif téléphonique du pays | Indicatif local | Numéro de l'utilisateur |
| 995                            | 2 ou 3 chiffres | 5 ou 6 chiffres         |

## Plan d'appel

### Pour appeler la Géorgie depuis l'étranger
vers la capitale nationale du pays Tbilissi, une autre région ou un numéro de portable dans le pays, composer :
le n° 995, puis l'indicatif de la région désirée, enfin le numéro de l'utilisateur ;

995, l'indicatif du réseau portable, puis le numéro de l'utilisateur.

### Pour appeler depuis la Géorgie
toutes les destinations depuis la Géorgie, composer les touches 00 (zéro zéro), l'indicatif du pays désiré, puis l'indicatif de la région ou du réseau portable, enfin le numéro de l'utilisateur.

### Pour appeler de Géorgie en Georgie
composer 0, puis l'indicatif de la région désirée ou du réseau portable, le numéro de l'utilisateur enfin.
Dans une même zone géographique, composer le numéro de l'utilisateur directement.

### Exemple
Pour appeler un numéro fixe sur Tbilissi :
composer directement ses trois à six chiffres (depuis Tbilissi aussi),

précédés par le préfixe 0 32 (depuis ailleurs en  Géorgie),

par 995 32 (depuis l'étranger).

## Indicatifs téléphoniques des villes du pays
Pour appeler d'une ville vers l'autre, vérifier d'abord l'indicatif correspondant avec son opérateur.
| Ville          | Indicatif |
| -------------- | --------- |
| Soukhoumi      | 122       |
| Batoumi        | 222       |
| Samtredia      | 311       |
| Senaki         | 313       |
| Zougdidi       | 315       |
| Tbilissi       | 32        |
| Koutaïssi      | 431       |
| Lagodekhi      | 335       |
| Roustavi       | 335       |
| Tskhaltubo     | 340       |
| Tskhinvali     | 341       |
| Akhalgori      | 342       |
| Doucheti       | 344       |
| Stephantsminda | 345       |
| Tianeti        | 348       |
| Akhmeta        | 349       |
| Telavi         | 350       |
| Sagaredjo      | 351       |
| Kvareli        | 352       |
| Gourdjaani     | 353       |
| Sighnaghi      | 355       |
| Dedoplistskaro | 356       |
| Marneouli      | 357       |
| Bolnissi       | 358       |
| Tetritskaro    | 359       |
| Dmanissi       | 360       |
| Ninotsminda    | 361       |
| Akhalkalaki    | 362       |
| Tsalka         | 363       |
| Aspindza       | 364       |
| Akhaltsikhe    | 365       |
| Adigueni       | 366       |
| Bordjomi       | 367       |
| Khachouri      | 368       |
| Kareli         | 369       |
| Gori           | 370       |
| Kaspi          | 371       |
| Tchiatoura     | 379       |
| Zestafoni      | 392       |
| Poti           | 393       |
| Ozourguéti     | 396       |

## Numéros d'urgence
| Service          | Numéro |
| Pompiers/Urgence | 011    |
| Police           | 022    |
| Ambulance        | 033    |
| Gaz              | 04     |

## Nouveau plan de numérotation
En 2011, la Géorgie a adopté un nouveau plan de numérotation.